# 八丈島酒造
八丈島酒造合名会社（はちじょうじましゅぞう）は、東京都八丈町大賀郷にある酒造会社。さつま芋と麦を使用した焼酎を醸造している。
創業は大正時代。現蔵主は三代目で、同島初のJリーガー、奥山武宰士（アルビレックス新潟所属）は現蔵主の子息。

## 銘柄
- 芋焼酎
  - 島流し
- 麦焼酎
  - 一本釣り
- 芋麦混和焼酎
  - 八重椿